# أوعية مستقيمة (أمعاء)
الأوعية المُستقيمة (بالإنجليزية: Vasa recta)‏ هيَ شرايين مُستقيمة تَأتي مِن القوساء الشريانية في المسراق وَالصائِم وَاللفائفي وَتتجه نَحو الأمعاء. تَكون الأوعية المُستقيمة للصائِم طويلة الحجم وَقليلة العدد مُقارنةً مع أوعية اللفائفي القَصيرة والكَثيرة.
تَتصل (تتفاغر) القوساء الشِريانية مع الشرايين الصائمية واللفائفية (فروع من الشريان المساريقي العُلوي.

## معرض الصُور

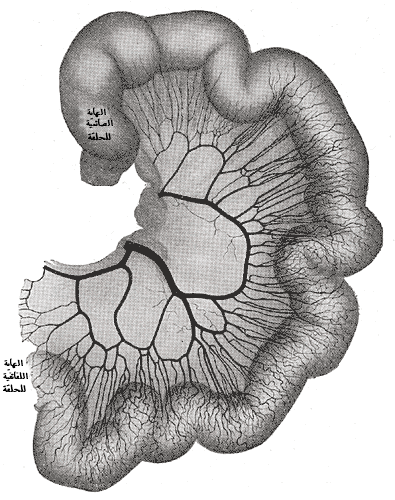
حلقة من الأمعاء الدقيقة تُظهر توزيع الشرايين المعوية

## روابط خارجية
- درسٌ تشريحي حول jejunumileum مُعدٌ بواسطة ويسلي نورمان (جامعة جورجتاون).